# Україна на зимових Олімпійських іграх 2010
Україна на зимових Олімпійських іграх 2010 була представлена 47 спортсменами в 9 видах спорту.

## Результати змагань

### Біатлон
Чоловіки
На Ігри кваліфікувалися Олександр Біланенко, Андрій Дериземля, В'ячеслав Деркач, Сергій Седнєв, Сергій Семенов.
| Змагання            | Спортсмени                                                          | Результат | Місце |
| ------------------- | ------------------------------------------------------------------- | --------- | ----- |
| Спринт              | Андрій Дериземля                                                    | 24:48.5   | 5     |
| Спринт              | Сергій Седнєв                                                       | 25:57.2   | 22    |
| Спринт              | Сергій Семенов                                                      | 26:20.5   | 33    |
| Спринт              | В'ячеслав Деркач                                                    | 28:22.9   | 77    |
| Персьют             | Сергій Седнєв                                                       | 34:50.0   | 10    |
| Персьют             | Андрій Дериземля                                                    | 35:48.7   | 26    |
| Персьют             | Сергій Семенов                                                      | 36:55.7   | 39    |
| Індивідуальна гонка | Олександр Біланенко                                                 | 52:00.3   | 22    |
| Індивідуальна гонка | Андрій Дериземля                                                    | 52:19.1   | 27    |
| Індивідуальна гонка | Сергій Семенов                                                      | 53:57.5   | 52    |
| Індивідуальна гонка | Сергій Седнєв                                                       | 55:47.1   | 68    |
| Мас-старт           | Сергій Седнєв                                                       | 37:02.8   | 21    |
| Мас-старт           | Андрій Дериземля                                                    | 37:43.9   | 26    |
| Естафета            | Олександр Біланенко Андрій Дериземля В'ячеслав Деркач Сергій Седнєв | 1:24:25.1 | 8     |

Жінки
На Ігри кваліфікувалися Лілія Вайгіна-Єфремова, Людмила Писаренко, Олена Підгрушна, Валя Семеренко, Віта Семеренко, Оксана Хвостенко.

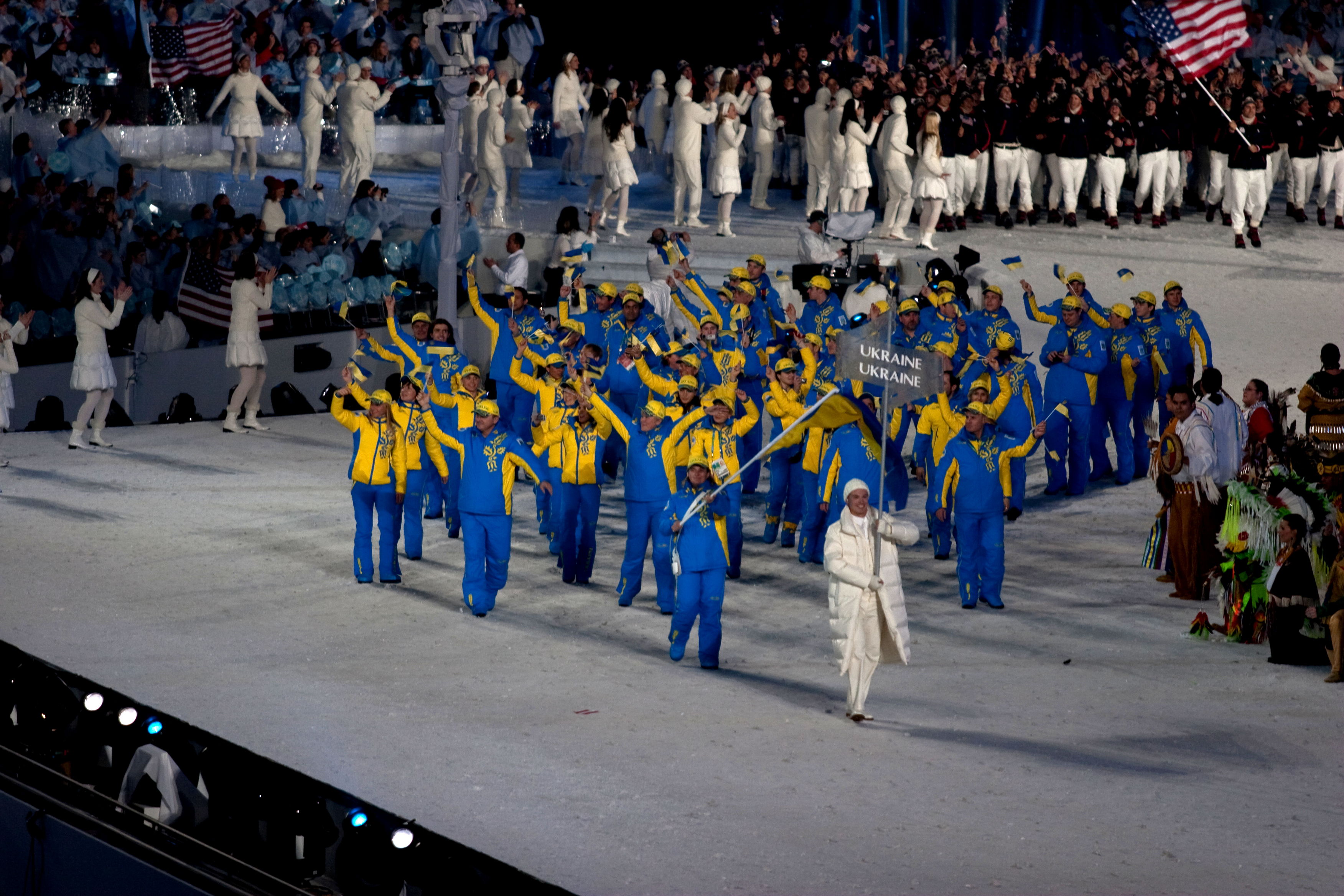
Збірна України під час Параду націй на церемонії відкриття Олімпіади

| Змагання            | Спортсмени                                                     | Результат | Місце |
| ------------------- | -------------------------------------------------------------- | --------- | ----- |
| Спринт              | Оксана Хвостенко                                               | 20:38.9   | 11    |
| Спринт              | Олена Підгрушна                                                | 20:47.3   | 18    |
| Спринт              | Валя Семеренко                                                 | 21:08.3   | 23    |
| Спринт              | Віта Семеренко                                                 | 21:42.3   | 34    |
| Персьют             | Олена Підгрушна                                                | 32:34.0   | 21    |
| Персьют             | Оксана Хвостенко                                               | 32:50.3   | 22    |
| Персьют             | Валя Семеренко                                                 | 32:57.6   | 23    |
| Персьют             | Віта Семеренко                                                 | 34:26.4   | 42    |
| Індивідуальна гонка | Оксана Хвостенко                                               | 42:38.6   | 8     |
| Індивідуальна гонка | Валя Семеренко                                                 | 42:44.5   | 13    |
| Індивідуальна гонка | Віта Семеренко                                                 | 43:30.8   | 22    |
| Індивідуальна гонка | Олена Підгрушна                                                | 44:15.9   | 32    |
| Мас-старт           | Олена Підгрушна                                                | 36:22.8   | 12    |
| Мас-старт           | Валя Семеренко                                                 | 37:12.5   | 19    |
| Мас-старт           | Оксана Хвостенко                                               | 39:11.0   | 29    |
| Естафета            | Олена Підгрушна Валя Семеренко Оксана Хвостенко Віта Семеренко | 1:11:08.2 | 6     |

### Лижні види спорту

#### Гірськолижний спорт
Чоловіки
| Змагання           | Спортсмени      | 1 спуск | 2 спуск | Усього  | Місце |
| ------------------ | --------------- | ------- | ------- | ------- | ----- |
| Гігантський слалом | Ростислав Фещук | 1:29.79 | 1:32.74 | 3:02.53 | 68    |
| Слалом             | Ростислав Фещук | 55.35   | 58.44   | 1:53.79 | 39    |

Жінки
| Змагання      | Спортсмени        | 1 спуск | 2 спуск | Усього  | Місце |
| ------------- | ----------------- | ------- | ------- | ------- | ----- |
| Супергігант   | Настасія Скрябіна | 1:28.60 |         |         | 34    |
| Слалом-гігант | Богдана Мацьоцька | 1:23.04 | 1:18.94 | 2:41.98 | 44    |
| Слалом-гігант | Настасія Скрябіна |         |         |         | DSQ   |
| Слалом        | Богдана Мацьоцька | 56.46   | 56.54   | 1:53.00 | 37    |
| Слалом        | Настасія Скрябіна | 57.53   | DNF     |         | DNF   |

#### Лижне двоборство
| Змагання                  | Спортсмени       | Стрибки із трампліна | Стрибки із трампліна | Лижна гонка | Лижна гонка | Місце |
| Змагання                  | Спортсмени       | Результат            | Місце                | Гандикап    | Результат   | Місце |
| ------------------------- | ---------------- | -------------------- | -------------------- | ----------- | ----------- | ----- |
| Нормальний трамплін/10 км | Володимир Трачук | 49.5                 | 45                   | +3:06       | 26:18.4     | 41    |
| Великий трамплін/10 км    | Володимир Трачук | 68.8                 | 43                   | +3:53       | 26:25.2     | 42    |

#### Лижні перегони
Чоловіки
На Ігри кваліфікувалися Роман Лейбюк, Олександр Пуцко.
| Змагання              | Спортсмени      | Результат | Місце |
| --------------------- | --------------- | --------- | ----- |
| 15 км вільним стилем  | Роман Лейбюк    | 36:49.7   | 61    |
| 15 км вільним стилем  | Олександр Пуцко | 37:09.8   | 62    |
| Дуатлон 15 км + 15 км | Роман Лейбюк    | 1:22:32.0 | 41    |
| Дуатлон 15 км + 15 км | Олександр Пуцко | 1:24:47.1 | 52    |
| Мас-старт 50 км       | Роман Лейбюк    | 2:15:19.9 | 42    |

Жінки
На Ігри кваліфікувалися Марина Анцибор, Катерина Григоренко, Валентина Шевченко, Віта Якимчук, Тетяна Завалій, Лада Нестеренко.
| Змагання               | Спортсмени                                                           | Результат | Місце |
| ---------------------- | -------------------------------------------------------------------- | --------- | ----- |
| 10 км вільним стилем   | Валентина Шевченко                                                   | 25:51.1   | 9     |
| 10 км вільним стилем   | Марина Анцибор                                                       | 27:07.4   | 37    |
| 10 км вільним стилем   | Катерина Григоренко                                                  | 27:29.7   | 46    |
| 10 км вільним стилем   | Лада Нестеренко                                                      | 28:06.4   | 57    |
| Дуатлон 7,5 км +7,5 км | Валентина Шевченко                                                   | 41:58.7   | 14    |
| Дуатлон 7,5 км +7,5 км | Тетяна Завалій                                                       | 42:50.7   | 31    |
| Дуатлон 7,5 км +7,5 км | Віта Якимчук                                                         | 44:24.8   | 46    |
| Дуатлон 7,5 км +7,5 км | Марина Анцибор                                                       |           | DNF   |
| Мас-старт 30 км        | Тетяна Завалій                                                       | 1:34:32.3 | 22    |
| Мас-старт 30 км        | Катерина Григоренко                                                  | 1:35:11.4 | 37    |
| Мас-старт 30 км        | Лада Нестеренко                                                      | 1:41:40.1 | 44    |
| Мас-старт 30 км        | Валентина Шевченко                                                   |           | DNF   |
| Естафета 4 x 5 км      | Тетяна Завалій Катерина Григоренко Марина Анцибор Валентина Шевченко | 59:25.7   | 13    |

#### Стрибки із трампліна
| Змагання            | Спортсмени          | Кваліфікація | Кваліфікація | Фінал     | Фінал     | Фінал     | Фінал     | Фінал  | Фінал |
| Змагання            | Спортсмени          | Результат    | Місце        | 1 стрибок | 1 стрибок | 2 стрибок | 2 стрибок | Усього | Місце |
| Змагання            | Спортсмени          | Результат    | Місце        | Результат | Місце     | Результат | Місце     | Усього | Місце |
| ------------------- | ------------------- | ------------ | ------------ | --------- | --------- | --------- | --------- | ------ | ----- |
| Нормальний трамплін | Віталій Шумбарець   | 95.5         | 37           | 104.5     | 45        | DNQ       | DNQ       | DNQ    | 45    |
| Нормальний трамплін | Володимир Бощук     | 99.0         | 23           | 91.5      | 50        | DNQ       | DNQ       | DNQ    | 50    |
| Нормальний трамплін | Олександр Лазарович | 90.5         | 48           | DNQ       | DNQ       | DNQ       | DNQ       | DNQ    | DNQ   |
| Великий трамплін    | Олександр Лазарович | 94.5         | 43           | DNQ       | DNQ       | DNQ       | DNQ       | DNQ    | DNQ   |
| Великий трамплін    | Володимир Бощук     | 81.1         | 47           | DNQ       | DNQ       | DNQ       | DNQ       | DNQ    | DNQ   |
| Великий трамплін    | Віталій Шумбарець   | 65.6         | 50           | DNQ       | DNQ       | DNQ       | DNQ       | DNQ    | DNQ   |

#### Сноубординг
Паралельний гігантський слалом
| Змагання | Спортсмени      | Кваліфікація | Кваліфікація | Кваліфікація | Кваліфікація | 1/8 фіналу             | Чвертьфінал        | Півфінал           | Фінал              | Місце |
| Змагання | Спортсмени      | 1 спроба     | 2 спроба     | Усього       | Місце        | Суперник Результат     | Суперник Результат | Суперник Результат | Суперник Результат | Місце |
| -------- | --------------- | ------------ | ------------ | ------------ | ------------ | ---------------------- | ------------------ | ------------------ | ------------------ | ----- |
| Чоловіки | Йосип Пеняк     | 40.83        | 40.18        | 1:21.01      | 22           | DNQ                    | DNQ                | DNQ                | DNQ                | DNQ   |
| Жінки    | Аннамарі Чундак | 42.46        | 42.98        | 1:25.44      | 16           | Крайнер програла +2.29 | DNQ                | DNQ                | DNQ                | 16    |

#### Фрістайл
Акробатика
| Змагання | Спортсмени          | Кваліфікація | Кваліфікація | Кваліфікація | Кваліфікація | Фінал     | Фінал     | Фінал | Фінал |
| Змагання | Спортсмени          | 1 стрибок    | 2 стрибок    | Сума         | Місце        | 1 стрибок | 2 стрибок | Сума  | Місце |
| -------- | ------------------- | ------------ | ------------ | ------------ | ------------ | --------- | --------- | ----- | ----- |
| Чоловіки | Станіслав Кравчук   | 90,93        | 106,46       | 197,39       | 19           | DNQ       | DNQ       | DNQ   | DNQ   |
| Чоловіки | Енвер Аблаєв        | 88,08        | 101,33       | 189,41       | 22           | DNQ       | DNQ       | DNQ   | DNQ   |
| Чоловіки | Олександр Абраменко | 80,53        | 82,03        | 162,56       | 24           | DNQ       | DNQ       | DNQ   | DNQ   |
| Жінки    | Надія Діденко       | 87,77        | 73,49        | 161,26       | 13           | DNQ       | DNQ       | DNQ   | DNQ   |
| Жінки    | Ольга Волкова       | 82,53        | 78,25        | 160,78       | 14           | DNQ       | DNQ       | DNQ   | DNQ   |
| Жінки    | Ольга Полюк         | 60,37        | 55,36        | 115,73       | 20           | DNQ       | DNQ       | DNQ   | DNQ   |

### Санний спорт
Чоловіки
| Змагання | Спортсмени                    | 1 заїзд   | 1 заїзд | 2 заїзд   | 2 заїзд | Підсумковий результат | Підсумкове місце |
| Змагання | Спортсмени                    | Результат | Місце   | Результат | Місце   | Підсумковий результат | Підсумкове місце |
| -------- | ----------------------------- | --------- | ------- | --------- | ------- | --------------------- | ---------------- |
| Двійки   | Андрій Кись, Юрій Гайдук      | 42.219    |         | 42.136    |         | 1:24.355              | 16               |
| Двійки   | Тарас Сеньків, Роман Захарків | 42.767    |         | 42.595    |         | 1:25.362              | 19               |

Жінки
| Змагання | Спортсмени       | 1 заїзд   | 1 заїзд | 2 заїзд   | 2 заїзд | 3 заїзд   | 3 заїзд | 4 заїзд   | 4 заїзд | Підсумковий результат | Підсумкове місце |
| Змагання | Спортсмени       | Результат | Місце   | Результат | Місце   | Результат | Місце   | Результат | Місце   | Підсумковий результат | Підсумкове місце |
| -------- | ---------------- | --------- | ------- | --------- | ------- | --------- | ------- | --------- | ------- | --------------------- | ---------------- |
| Одинаки  | Наталія Якушенко | 42.119    |         | 41.809    |         | 42.132    |         | 42.026    |         | 2:48.086              | 11               |
| Одинаки  | Лілія Лудан      | 42.312    |         | 42.302    |         | 42.477    |         | 42.364    |         | 2:49.455              | 19               |

### Фігурне катання
| Змагання                  | Спортсмени                           | Обов'язковий танець | Обов'язковий танець | Коротка програма/ оригінальний танець | Коротка програма/ оригінальний танець | Довільна програма/ довільний танець | Довільна програма/ довільний танець | Усього    | Усього |
| Змагання                  | Спортсмени                           | Результат           | Місце               | Результат                             | Місце                                 | Результат                           | Місце                               | Результат | Місце  |
| ------------------------- | ------------------------------------ | ------------------- | ------------------- | ------------------------------------- | ------------------------------------- | ----------------------------------- | ----------------------------------- | --------- | ------ |
| Чоловіче одиночне катання | Антон Ковалевський                   |                     |                     | 63.81                                 | 21                                    | 102.09                              | 24                                  | 165.90    | 24     |
| Парне катання             | Тетяна Волосожар / Станіслав Морозов |                     |                     | 62.14                                 | 9                                     | 119.64                              | 8                                   | 181.78    | 8      |
| Парне катання             | Катерина Костенко / Роман Талан      |                     |                     | 39.54                                 | 19                                    | 81.44                               | 20                                  | 120.98    | 20     |
| Танці на льоду            | Ганна Задорожнюк / Сергій Вербилло   | 33.87               | 11                  | 50.02                                 | 16                                    | 79.26                               | 17                                  | 163.15    | 16     |

## Підсумок
Виступ на Олімпіаді у Ванкувері став найневдалішим для України за весь час виступів на зимових Олімпіадах. Найвищі місця, які посіли українські спортсмени — 5-те (Дериземля, біатлон), 6-те (жіноча збірна України, біатлон) і три восьмих місця. Тоді як на Олімпіаді в Солт-Лейк-Сіті 2002, де Україна також не взяла медалей, найвищими місцями були два п'ятих місця, шосте і сьоме.